# Ťahanovce
Ťahanovce é um bairro de Košice, a segunda maior cidade da Eslováquia. Está situado no distrito de Košice I, na região de Košice. Tem 7,28 km² de área e sua população em 2018 foi estimada em 2.551 habitantes.